# Жан-Франсуа Ернандес
Жан-Франсуа Ернандес (фр. Jean-François Hernandez / ісп. Jean-François Hernandez; нар. 23 квітня 1969, Тур, Франція) — французький футболіст, центральний захисник.

## Клубна кар'єра
Народився в Турі в родині етнічних іспанців. Ернандес на батьківщині грав за «Тулузу», «Сошо-монбельяр» та «Марсель», зіграв у Лізі 1 177 матч та відзначився трьому голами за перші два з вище вказаних клубах. У сезоні 1995/96 років допоміг третьому підвищенні з Ліги 2, ставши віце-чемпіоном.
Ернандес переїхав до Іспанії в січні 1998 року, де провів решту своєї кар'єри. Розпочинав кар'єру в «Компостела», у складі якого дебютував у 4-му турі в Ла-Лізі, вийшовши на заміну на 14-й хвилині у виїзному нічийному (1:1) поєдинку проти «Реала Ов'єдо»; галісійці зрештою опинилися в зоні вильоту.
У наступні чотири роки Ернандес чергував виступи між Прімера Дивізіоном та Сегунда Дивізіоном з «Райо Вальєкано» та «Атлетіко» (Мадрид). Завершив кар'єру 2002 року, у віці 33 років.

## Стиль гри
За словами Франка Пассі, його колишнього одноклубника «Компостели», «Джефф був чудовим захисником з прекрасною грою головою, чудовою лівою ногою, чудовими якостями футболіста. Можливо, у нього не було кар’єри, гідної його якостей».
Його тренер із Сошо Сильвестр Такач вважає, що Жан-Франсуа Ернандес був «дуже технічним для стоппера» і наділений «священним ігровим інтелектом».

## Особисте життя
Сини Ернандеса, Лукас і Тео, також професіональні футболісти. У жовтні 2018 року перший з вище вказаних зазначив, що не спілкувався з Жаном-Франсуа протягом 12 років.